# Botanischer Garten Karlsruhe

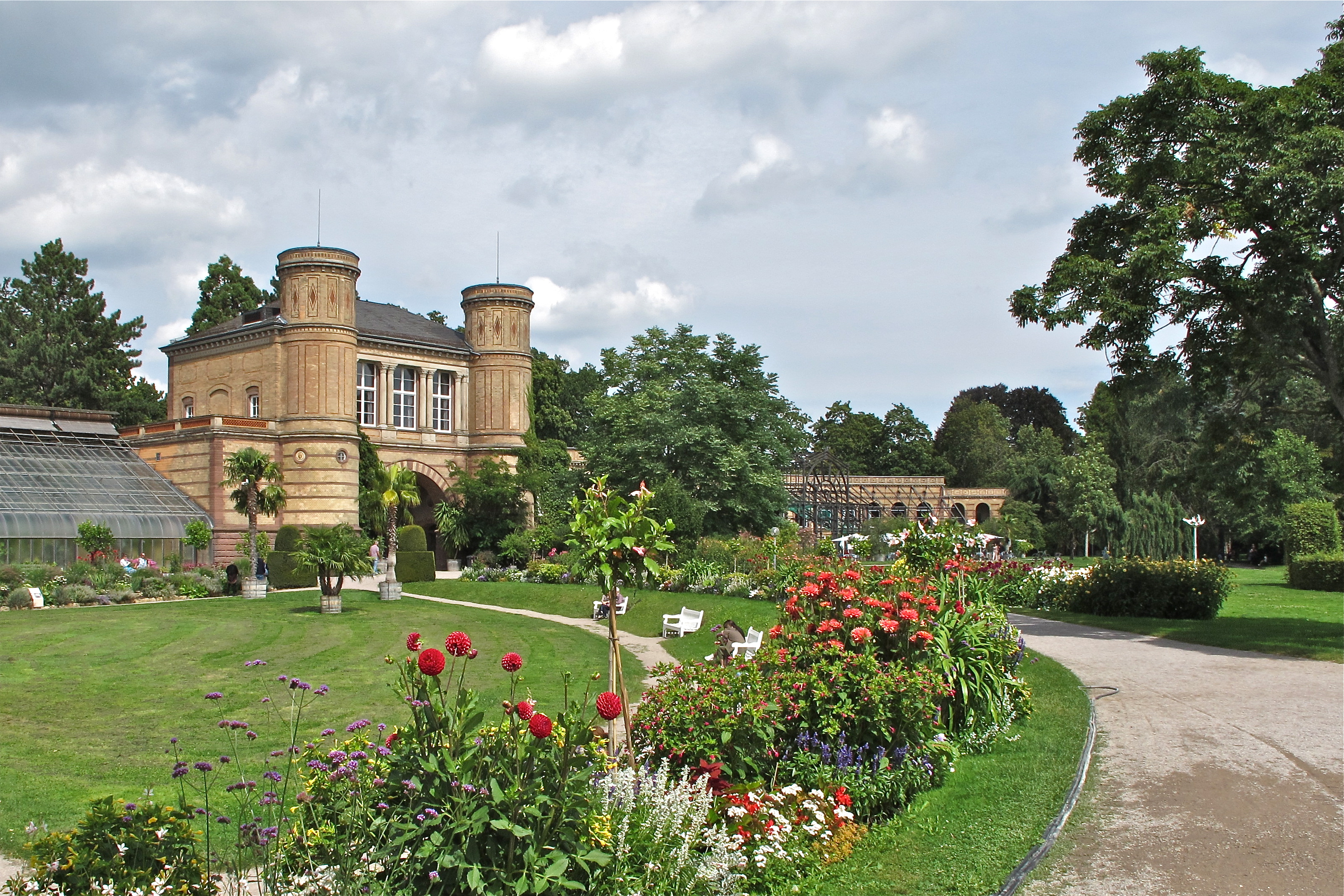
Torhaus

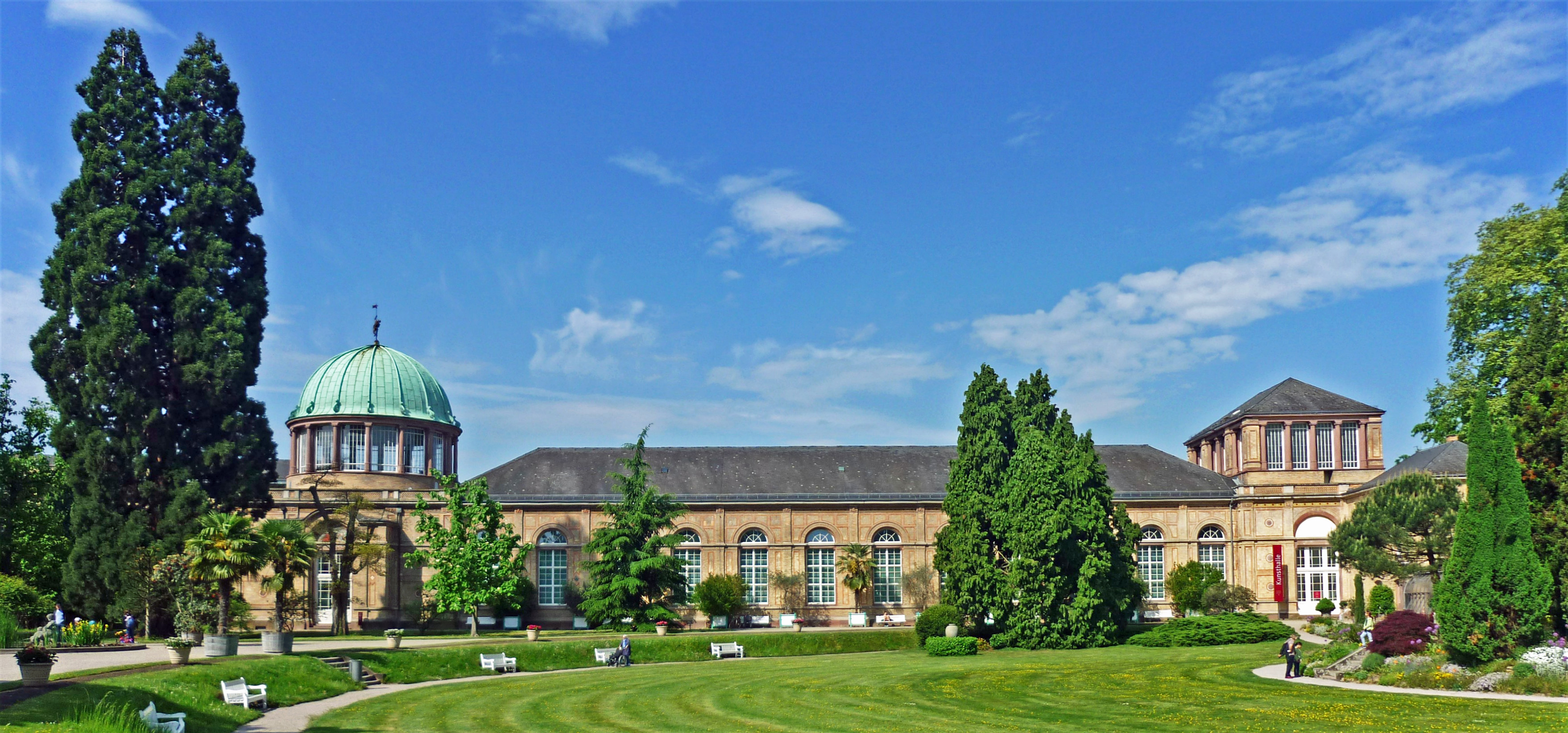
Orangerie, heute Staatliche Kunsthalle

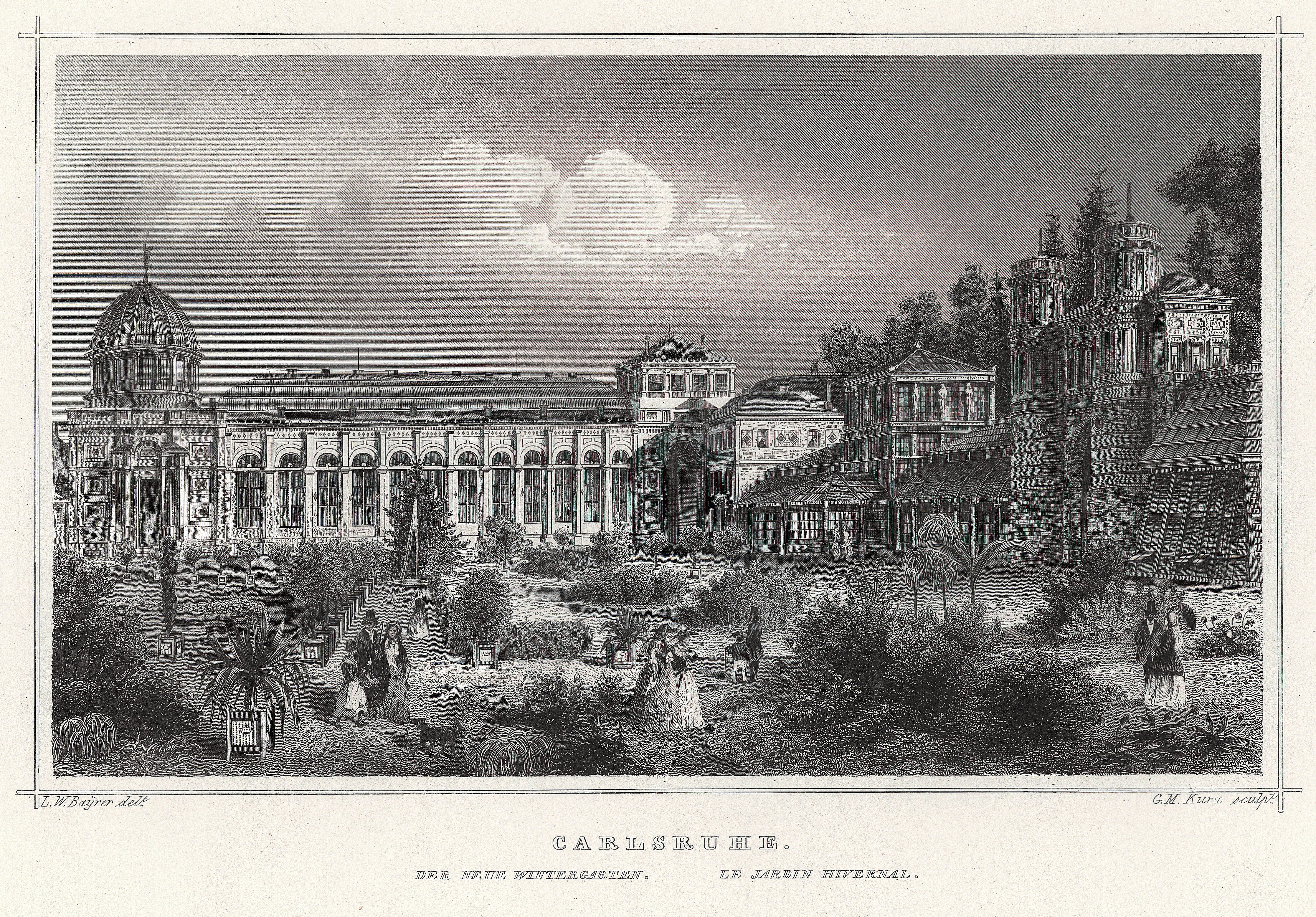
Ansicht zur Mitte des 19. Jahrhunderts

Der Botanische Garten Karlsruhe befindet sich in Karlsruhe am Rande des Schlossgartens westlich des Karlsruher Schlosses. Die historischen Bauten Orangerie, Gewächshäuser, Wintergarten und Kunsthalle sowie der moderne Baumgarten-Bau, der Dienstsitz des Bundesverfassungsgerichts schirmen ihn gegen den Trubel der Stadt ab.
Heute ist der Botanische Garten als eine grüne Oase mitten in der Stadt Karlsruhe für Besucher geöffnet. Er zählt zu den landeseigenen Monumenten und wird von der Einrichtung Staatliche Schlösser und Gärten Baden-Württemberg betreut. Über die Geschichte des Botanischen Gartens kann man sich ausführlich in einer Ausstellung im Torbogengebäude informieren.

## Geschichte
Die Anfänge des Botanischen Gartens gehen auf Markgraf Karl Wilhelm von Baden-Durlach (1679–1738) zurück. Er ließ zwischen den beiden Seitenflügeln des Schlosses einen „hochfürstlichen Lustgarten“ mit prachtvollen Orangerien, Gärten mit Blumen- und Glashäusern, Volieren und Grotten anlegen.
Um 1800 ließ Markgraf Karl Friedrich den Lustgarten vor dem Schloss und den Schlosspark im englischen Stil umwandeln. Damit wurde auch die Entscheidung getroffen, westlich des Schlosses, an der heutigen Stelle, einen neuen Botanischen Garten anzulegen. Nach Plänen von Friedrich Weinbrenner verwirklichte der Großherzog ab 1808 einen ansehnlichen Garten mit Orangerie, Warm-, Kalt- und Anzuchthäusern sowie einem entsprechenden Freiland. Die Gebäude waren jedoch aus Holz und nach kurzer Zeit schon beschädigt. Großherzog Friedrich I. (1826–1907) veranlasste daher in den 1850er-Jahren einen Neubau sämtlicher Pflanzenhäuser nach den Entwürfen des Baudirektors Heinrich Hübsch. Diese Gebäude, zum Teil mit imposanter Eisenkonstruktion versehen, sind im Wesentlichen heute noch erhalten. Sie bergen Pflanzen, die teils durch ihre Seltenheit, teils durch Wuchs, Farbenpracht oder ihr Alter Pflanzenliebhaber begeistern. Auch im Freiland sind einige seltene Gehölze aus dem 19. Jahrhundert zu sehen, die sich mit Neupflanzungen zu einem reizvollen Ensemble mischen.